# 刘道寄
刘道寄（1940年—1978年），中国浙江省临海县大田乡（今临海市大田街道）人，民歌手。1955年到北京参加全国民间音乐会演，独唱临海山歌《杜鹃鸟》等节目，获得优秀奖。

## 生平
刘道寄幼时家境贫困，随父亲放牛，凭着聪明好学的个性，学会了许多山歌。1954年，刘道寄被选中参加临海县民间音乐演出，以临海当地的山歌《杜鹃鸟》获得优秀奖，随后参加台州民间音乐会演又获优秀奖，成为了当地著名的小歌手，并被选送参加浙江省文艺会演。由于当时政治形势需要，词曲家将《杜鹃鸟》改编为《救命恩人共产党》，又名《日出东山》。随后刘道寄在省民间艺术会演上演唱该曲，获优秀奖。1955年，刘道寄随浙江代表团到北京参加全国音乐周，演唱获奖，还到中南海为中华人民共和国领导人演唱，被称为“牧童歌手”。当时中华人民共和国国内许多报刊都对刘道寄进行了报导，甚至有苏联报刊转载。返回临海后，刘道寄被授予“青年社会主义建设积极分子”称号。同年，刘道寄经推荐，破格录取进入中央音乐学院华东分院附设中等音乐学校学习声乐，后转入钢琴、唢呐专业。1956年，上海唱片厂灌制了《救命恩人共产党》唱片。该歌曲在20世纪60年代、70年代仍偶尔出现在文艺演出中。1961年刘道寄辍学回乡务农，曾任乡村代课教师与铜匠，业余时间一直参加各种文艺演出活动。1978年骑自行车时与拖拉机相撞身亡，时年38岁。

## 后续
1988年，临海市举办首届文化节，临海文化馆以保留的曲谱以及一些老年人的回忆，尽可能地还原了《杜鹃鸟》。1994年，《中国音乐集成·浙江卷》收录了《救命恩人共产党》，并正式命名为《日出东山》。20世纪90年代，临海文化局曾打探刘道寄《救命恩人共产党》唱片的消息，2006年非物质文化遗产普查时再次进行打探，浙江省文化厅也寻找过该唱片的下落，但均无结果。直至2013年，该唱片才由临海市民褚学军在上海一位收藏家的店铺中购得，并重新刻录数版。2009年，杜鹃鸟山歌入选台州市第三批非物质文化遗产名录。